# Eryngium thorifolium
Eryngium thorifolium är en flockblommig växtart som beskrevs av Pierre Edmond Boissier. Eryngium thorifolium ingår i släktet martornar, och familjen flockblommiga växter. Inga underarter finns listade i Catalogue of Life.